# Safropallene longimana
Safropallene longimana är en havsspindelart som beskrevs av Arnaud, F. och C.A. Child 1988. Safropallene longimana ingår i släktet Safropallene och familjen Callipallenidae. Inga underarter finns listade i Catalogue of Life.